# Atsushi Nakajima
| 187531 Omorichugakkou | 20 ottobre 2006 |
| 262419 Suzaka         | 20 ottobre 2006 |

Atsushi Nakajima (中島厚?, Nakajima Atsushi; 1947 o 1948) è un astronomo giapponese.
Ha lavorato all'Agenzia spaziale giapponese e all'Università di Shinshu.
Il Minor Planet Center gli accredita le scoperte di tre asteroidi, effettuate tutte nel 2006, in collaborazione con Hirohisa Kurosaki o con Y. Sorimachi.